# سمكة عظمية
السمكة العظْميَّة (الاسم العلمي: Albula vulpes) سمكة تعيش في مياه المحيطات الدافئة. وهناك نوعان، السمك العظمي العادي، واسع الانتشار، وسمك جزر الهند الغربية الذي تم اكتشافه عام 1910م. ويمتد خطم السمكة العظمية بعد فمها الصغير لمسافة كبيرة. ويصل وزن بعض أنواع السمكة العظْميَّة إلى 9كجم ويزيد طولها على 90سم، لكن معظم أنواعها أصغر من ذلك كثيرًا. وتأكل السمكة العظمية الصغيرة الرخويات والقشريات التي توجد في قاع البحر. وتسبح أثناء طلبها الغذاء في مجموعات تشق طريقها إلى القاع ورأسها إلى أسفل.